# Nzérékoré (region)
Region Nzérékoré – region położony w południowo-wschodniej Gwinei. Graniczy z trzema innymi krajami Liberią, Wybrzeżem Kości Słoniowej oraz Sierra Leone, a także innymi gwinejskimi regionami Kankan oraz Faranah.
Prefektury w regionie: 
- Prefektura Beyla
- Prefektura Guéckédou
- Prefektura Lola
- Prefektura Macenta
- Prefektura Nzérékoré
- Prefektura Yomou